# Mont-d'Origny
Mont-d'Origny és un municipi francès situat al departament de l'Aisne i a la regió dels Alts de França. L'any 2007 tenia 887 habitants.

## Demografia

### Població
El 2007 la població de fet de Mont-d'Origny era de 887 persones. Hi havia 334 famílies de les quals 80 eren unipersonals (36 homes vivint sols i 44 dones vivint soles), 113 parelles sense fills, 113 parelles amb fills i 28 famílies monoparentals amb fills.
La població ha evolucionat segons el següent gràfic:
Habitants censats

### Habitatges
El 2007 hi havia 369 habitatges, 341 eren l'habitatge principal de la família, 5 eren segones residències i 23 estaven desocupats. 368 eren cases i 1 era un apartament. Dels 341 habitatges principals, 247 estaven ocupats pels seus propietaris, 89 estaven llogats i ocupats pels llogaters i 6 estaven cedits a títol gratuït; 1 tenia una cambra, 21 en tenien dues, 50 en tenien tres, 123 en tenien quatre i 146 en tenien cinc o més. 211 habitatges disposaven pel capbaix d'una plaça de pàrquing. A 144 habitatges hi havia un automòbil i a 123 n'hi havia dos o més.

### Piràmide de població
La piràmide de població per edats i sexe el 2009 era:
| Homes | Edats   | Dones |
| ----- | ------- | ----- |
| 0     | 95 o +  | 0     |
| 0     | 90 a 94 | 0     |
| 0     | 85 a 89 | 8     |
| 4     | 80 a 84 | 12    |
| 4     | 75 a 79 | 12    |
| 4     | 70 a 74 | 12    |
| 12    | 65 a 69 | 16    |
| 36    | 60 a 64 | 32    |
| 4     | 55 a 59 | 12    |
| 68    | 50 a 54 | 24    |
| 16    | 45 a 49 | 40    |
| 24    | 40 a 44 | 28    |
| 24    | 35 a 39 | 28    |
| 32    | 30 a 34 | 32    |
| 40    | 25 a 29 | 24    |
| 16    | 20 a 24 | 36    |
| 44    | 15 a 19 | 32    |
| 32    | 10 a 14 | 20    |
| 32    | 5 a 9   | 28    |
| 44    | 0 a 4   | 28    |

## Economia
El 2007 la població en edat de treballar era de 595 persones, 372 eren actives i 223 eren inactives. De les 372 persones actives 308 estaven ocupades (185 homes i 123 dones) i 64 estaven aturades (23 homes i 41 dones). De les 223 persones inactives 57 estaven jubilades, 47 estaven estudiant i 119 estaven classificades com a «altres inactius».

### Ingressos
El 2009 a Mont-d'Origny hi havia 345 unitats fiscals que integraven 871 persones, la mediana anual d'ingressos fiscals per persona era de 14.729 €.

### Activitats econòmiques
Dels 17 establiments que hi havia el 2007, 3 eren d'empreses de fabricació d'altres productes industrials, 1 d'una empresa de construcció, 4 d'empreses de comerç i reparació d'automòbils, 2 d'empreses de transport, 2 d'empreses d'hostatgeria i restauració, 1 d'una empresa d'informació i comunicació i 4 d'empreses de serveis.
Dels 4 establiments de servei als particulars que hi havia el 2009, 1 era un taller de reparació d'automòbils i de material agrícola, 1 fusteria i 2 veterinaris.
L'únic establiment comercial que hi havia el 2009 era un supermercat.
L'any 2000 a Mont-d'Origny hi havia 11 explotacions agrícoles que ocupaven un total de 872 hectàrees.

## Equipaments sanitaris i escolars
El 2009 hi havia una escola elemental.

## Poblacions més properes
El següent diagrama mostra les poblacions més properes.